# Eifeler Glockengießerei

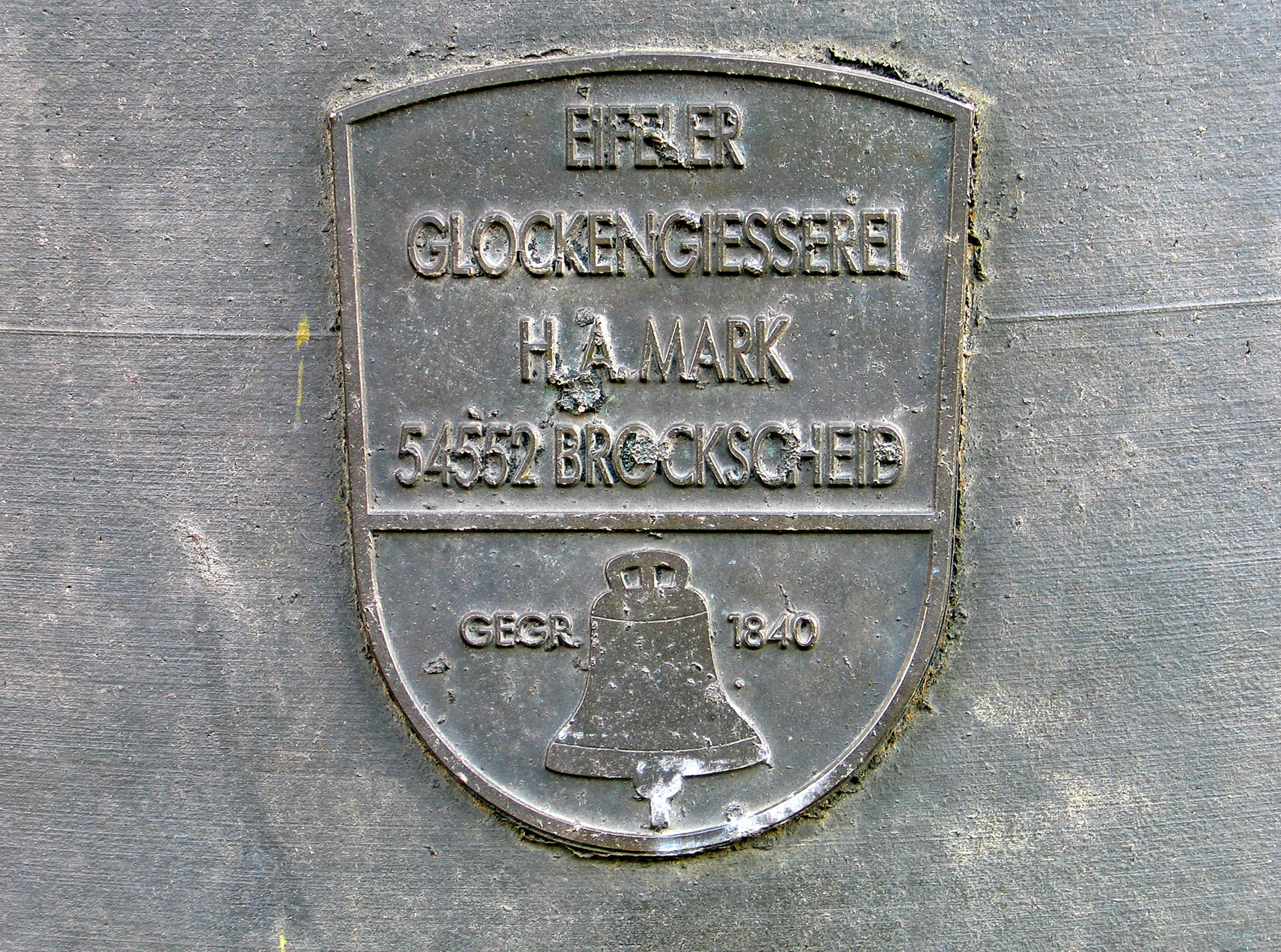
Firmen-Logo Eifeler Glockengiesserei H. A. Mark, 54552 Brockscheid, gegr. 1840

Die Eifeler Glockengießerei Hans August Mark ist eine Glockengießerei in Brockscheid in der Eifel. Glockengießer aus der Familie Mark lassen sich ab etwa 1620 nachweisen. Der Firmensitz in Brockscheid entstand 1840. Im Jahr 2019 musste ein Insolvenzantrag gestellt werden.

## Jüngste Entwicklung
Im Dezember 2019 stellte das Unternehmen einen Insolvenzantrag beim Amtsgericht Wittlich, da das Unternehmen wie viele andere Glockengießereien unter anderem durch den Rückgang der Nachfrage nach Glocken in finanzielle Schwierigkeiten geraten war. Daraufhin wurde den 10 Mitarbeitern aus insolvenzrechtlichen Gründen gekündigt. Der Geschäftsbetrieb wurde weitergeführt, bis geklärt war, ob ein weiterer Betrieb inhaltlich und rechnerisch möglich sein würde, wobei die Löhne der Mitarbeiter im Rahmen des Insolvenzgeldes gesichert waren.
Ende Juni 2020 wurde bekannt, dass das Unternehmensgelände verkauft wurde. Die neuen Eigentümer Simon und Stefan Burgard nutzen den größten Teil des Geländes für ihr Unternehmen SB Agrar- und Forsttechnik GmbH. Die Glockengießerei wird in wesentlich kleinerem Umfang in Kooperation mit Julius Maas, dem Sohn der bisherigen Inhaberin Cornelia Mark-Maas, als eigenständiger Geschäftsbereich weitergeführt. Damit bleibt die Glockengießerei als Touristenattraktion erhalten. Weiterhin werden zwischen Mai und Oktober dienstags (15–17 Uhr), donnerstags (15–17 Uhr) oder nach Vereinbarung Führungen angeboten. Gerade werden gemeinsam mit der Ortsgemeinde Brockscheid und der Verbandsgemeinde Daun die planungsrechtlichen Voraussetzungen für den Neubau von Museum und Café geschaffen. Im Jahr 2021 wurden wieder mehrere Glocken hergestellt.

## Berühmte Geläute (Auswahl)
Zu den besonderen Werken der Eifeler Glockengießerei zählen
- das 13-stimmige Geläut des Mindener Doms[4] und
- das 6-stimmige Geläut der Liebfrauenkirche in Hamm[5], dessen größte Glocke 5.430 kg wiegt[6]

Die schwerste in Brockscheid gegossene Glocke ist die 7283 kg schwere Christusglocke von St. Johannes Baptist in Neheim.
Eine der leichteren in Brockscheid gegossenen großen Glocken ist die lediglich 2698 kg schwere Glocke mit dem Schlagton a des Geläuts der Kirche Christi Auferstehung in Bonn-Röttgen.

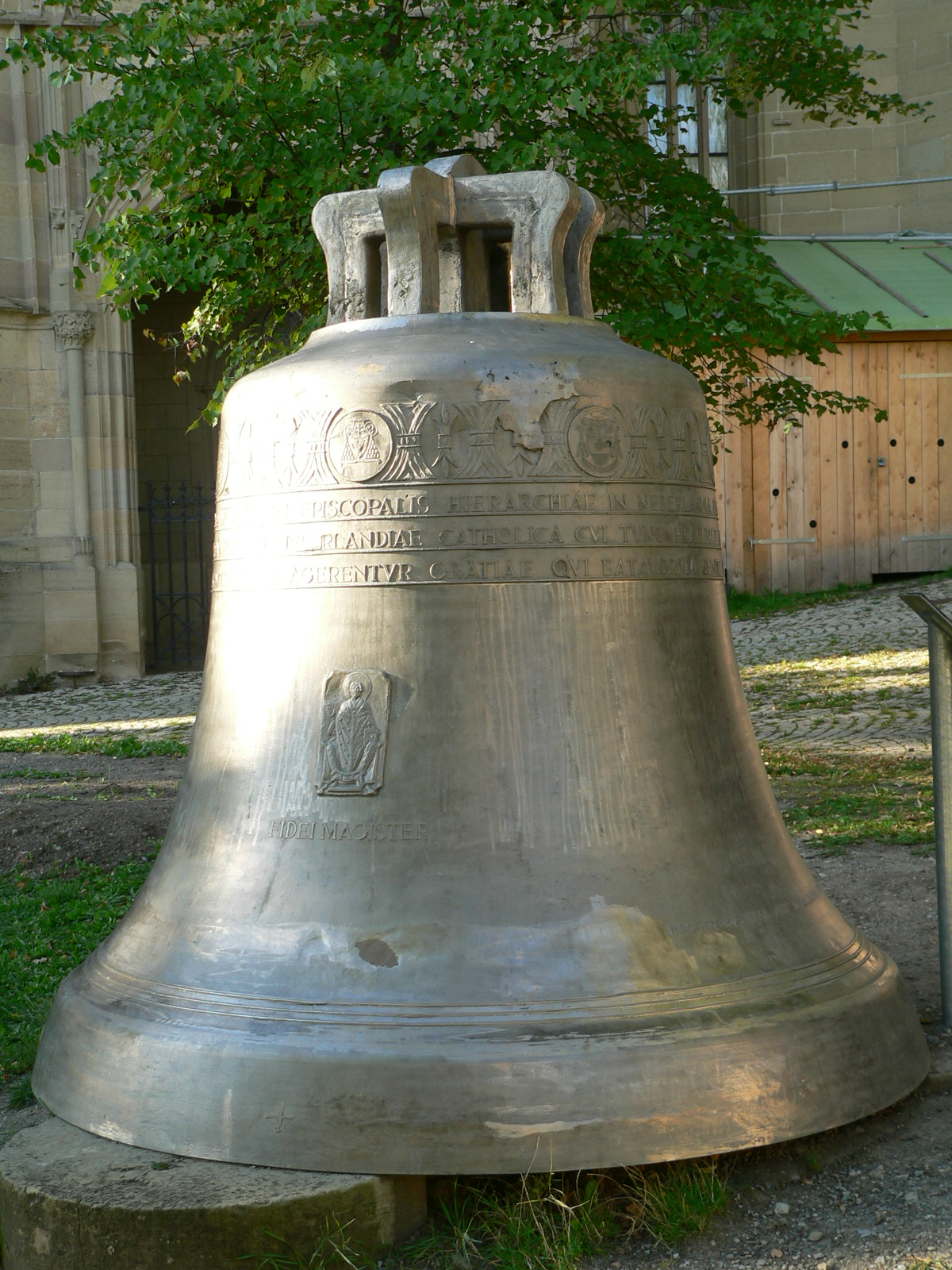
Maxima (f) im Glockenmuseum zu Herrenberg (Guss 2000)
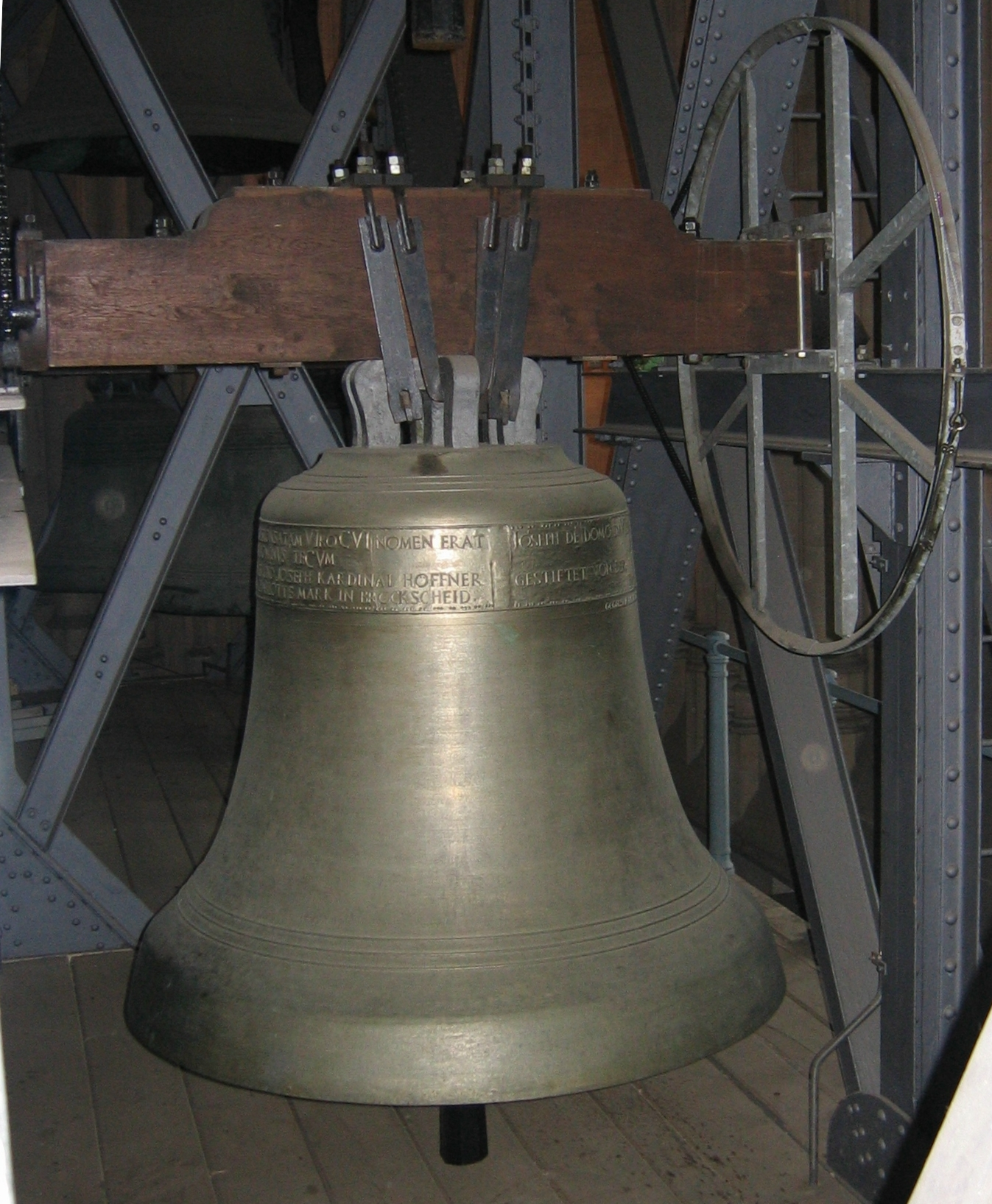
Josephsglocke (d1) im Kölner Dom (Guss 1998)
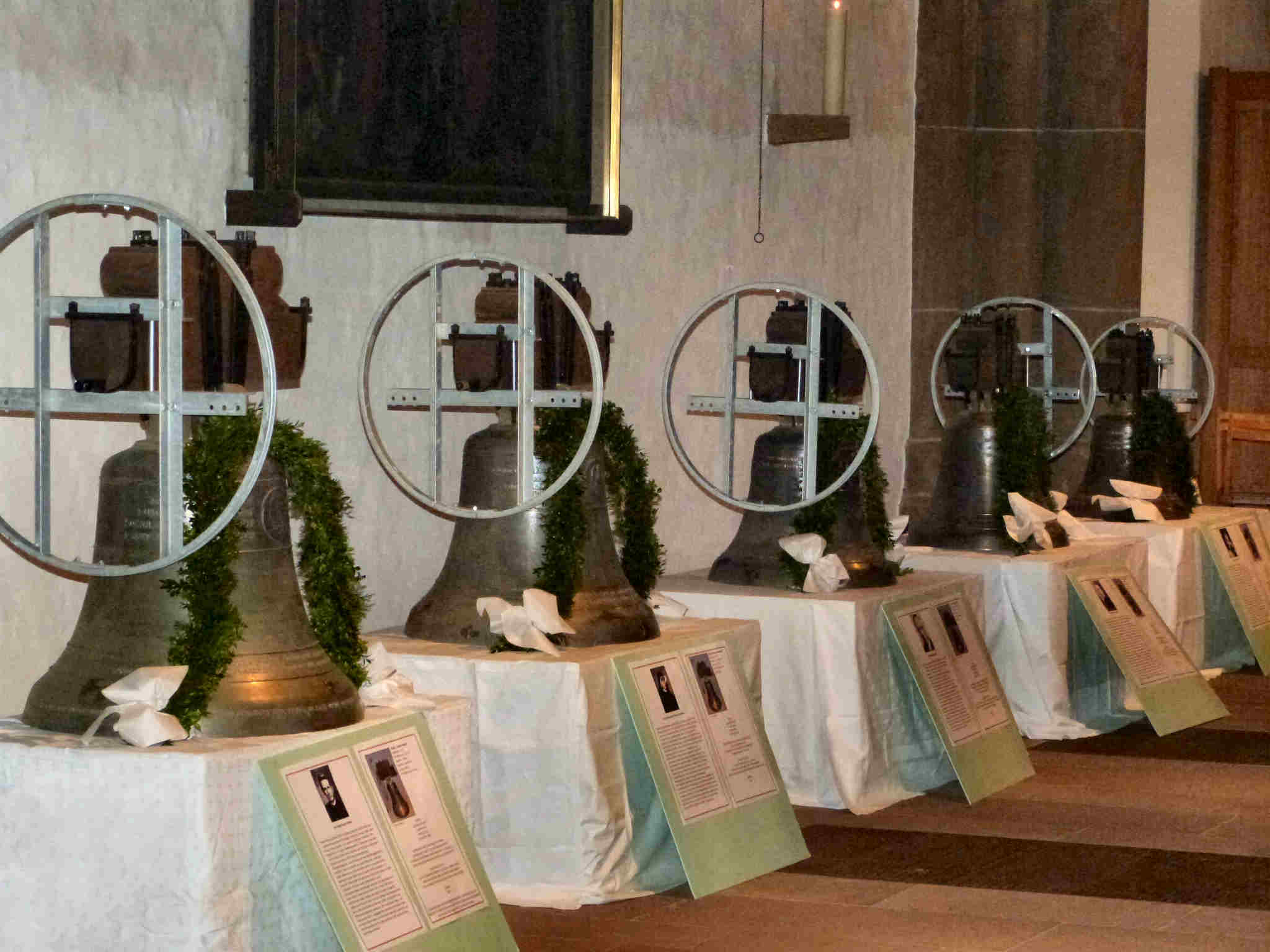
Glocken für den Vierungsturm im Mindener Dom (Guss 2011)
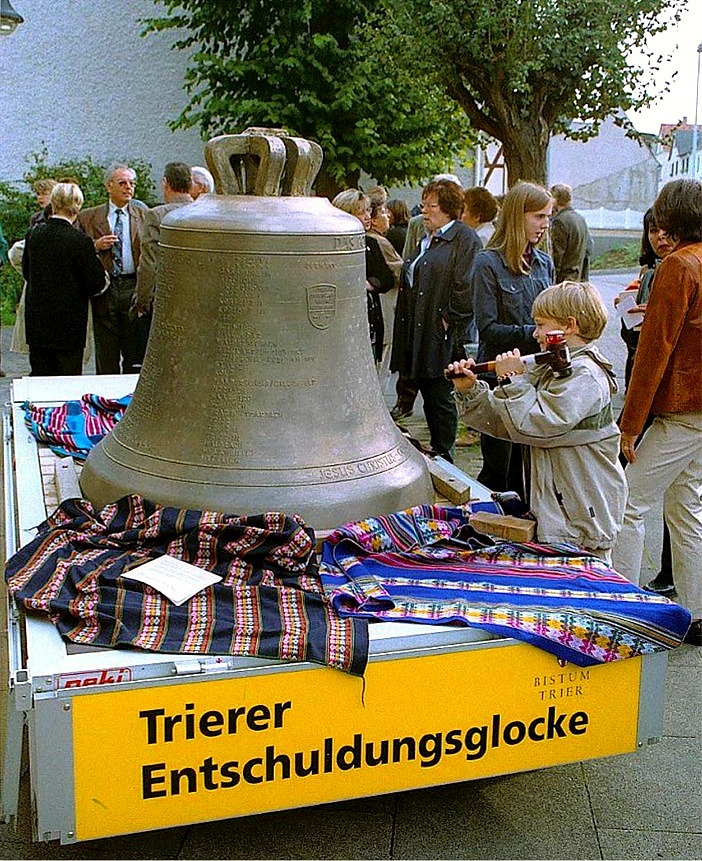
„Entschuldungsglocke“ als Zeichen des Bistums Trier zum Erlassjahr 2000